# Front Południowo-Zachodni (I radziecki)
Front Południowo-Zachodni – związek operacyjno-strategiczny, jeden z frontów radzieckich wojny domowej w Rosji, prowadzący działania na kierunku  południowo-zachodnim i południowym. Po raz pierwszy pojawił się w okresie wojny domowej z lat 1918–1921 jako osłona Rosji Radzieckiej od południa. Powstał 10 stycznia 1920 na mocy dyrektywy Głównodowodzącego Armii Czerwonej na bazie Frontu Południowego. 5 grudnia 1920 na mocy dyrektywy Głównodowodzącego Armii Czerwonej dowództwo i Sztab  Frontu połączono z dowództwem kijowskiego Okręgu Wojskowego, w podporządkowanie którego były przekazane wojska Frontu.

## Historia

### Wojna domowa
W styczniu – lutym 1920 wojska Frontu walczyły w pościgu za wycofującymi się wojskami Antona Denikina i  z wojskami polskimi na Ukrainie. Przeprowadziły operację odeską i 1 marca wyszły na linię Mozyrz – Owrucz – Korosteń – Latyczów – rzeka Dniepr, jednak nie zdołały opanować Półwyspu Krymskiego. Wiosną 1920 wojska Frontu działały na dwóch strategicznych kierunkach: na zachodnim gdzie przeciw Polakom została skierowana 12 i 14 Armia i na kierunku krymskim gdzie walczyły przeciw gen. Wranglowi. W maju – czerwcu w walkach z Polakami wycofali się z Mozyrza, Owrucza i Korostenia, oddali Kijów i zajęły pozycje obronne na lewym brzegu Dniepru. W końcu maja Front rozpoczął kontrofensywę od Polesia do Dniepru w ramach Operacji Kijowskiej. Dalej w ramach operacji Nowgorocko-Wołyńskiej i Operacji pod Równem (czerwiec – lipiec) wojska Frontu w sierpniu wyszły pod Lwów i Zamość, jednak miast tych nie zdołały opanować. Podczas  polskiej kontrofensywy w sierpniu - wrześniu i październiku 1920 front zmuszony był do wycofania swoich wojsk. Wojska walczyły z oddziałami polskimi, oddziałami Bułaka Bałachowicza, Symona Petlury i  Borysa Sawinkowa. Pod naporem wojsk polskich wojska Frontu uległy dezorganizacji, demoralizacji i nie były w stanie powstrzymać oddziałów polskich. 18 października 1920 po podpisaniu zawieszenia broni między Rosją Sowiecką a Polską Front był wycofany na starą granice przedrozbiorową. 
Na kierunku krymskim, pod naporem wojsk gen. Piotra Wrangla w czerwcu – lipcu 1920 Front wycofał się na prawy brzeg Dniepru i walczył w obronie na linii: Chersoń – Nikopol – Tokmak – Bierdiansk. W sierpniu przeszły do natarcia i zajęły przyczółek kachowski. W sierpniu wojska Białych przeszły do kontrnatarcia, odrzuciły wojska lewego skrzydła 13 Armii i stworzyły zagrożenie zajęcia Donbasu. W związku z takimi zagrożeniami odcinek Frontu Południowo-Zachodniego walczący na Krymie został  przereorganizowany w oddzielny Front Południowy.

### Wojna polsko-bolszewicka
Powstał 10 stycznia 1920 w trakcie wojny polsko-bolszewickiej w wyniku przemianowania Frontu Południowego. Podzielony był na trzy armie: 12, 13, 14. Jego głównym zadaniem była osłona prawobrzeżnej Ukrainy od strony Polski. Na wiosnę 1920 roku front został odepchnięty przez Polaków za Dniepr (ofensywa kijowska Piłsudskiego). Wzmocniony następnie przez 1 Armię Konną dowodzoną przez Siemiona Budionnego, od maja rozpoczął wypieranie wojsk polskich na zachód. Jego ofensywa zakończyła się w sierpniu 1920 pod Lwowem, w momencie pierwszych sukcesów wojsk polskich w Bitwie Warszawskiej. Polacy uzyskali swobodę operacyjną i dzięki posiłkom rzuconym na Ukrainę wyparli Front Południowo-zachodni w głąb Ukrainy. Mimo podpisania rozejmu w październiku, jednostki frontu utrzymywały gotowość bojową do 5 grudnia 1920, kiedy dowództwo frontu przekształcono w Kijowski Okręg Wojskowy.

## Dowództwo

### Dowódca
- Aleksandr Jegorow

### CzłonkowieRewolucyjnej Rady Wojskowej
- Józef Stalin (10 stycznia – 17 sierpnia 1920);
- Reinholds Bērziņš (10 stycznia – 31 grudnia 1920);
- Leonid Sieriebriakow (11 stycznia – 5 lutego 1920);
- Miron Władimirow (11 stycznia – 19 czerwca 1920);
- Christian Rakowski (15 lutego – 9 października 1920);
- Siergiej Gusiew (3 września – 15 października 1920);
- Siemion Arałow (21 listopada – 31 grudnia 1920).

### Szef sztabu
- Nikołaj Pietin[1]

## Skład Frontu
W skład frontu wchodziły w różnych okresach: 6 Armia, 12 Armia, 13 Armia, 14 Armia, 1 Armia Konna, 2 Armia Konna, Ukraińska Armia Robotnicza, Homelski Rejon Umocniony. W podporządkowaniu operacyjnym były: Fastowska  Grupa Wojsk pod dowództwem  Jony Jakira (44 oraz 45 Dywizja Strzelców) oraz 3 oddział   Dnieprzańskiej Flotylli Wojennej. 